# Belyta abrupta
Belyta abrupta är en stekelart som beskrevs av Thomson 1858. Belyta abrupta ingår i släktet Belyta, och familjen hyllhornsteklar. Arten är reproducerande i Sverige.